# Bieruń Stary
Bieruń Stary – część Bierunia będąca jego starym miastem.

## Historia
Osada wzmiankowana w 1376.
W latach 1973–1975 siedziba wiejskiej gminy Bieruń Stary (obejmującej 4 sołectwa: Bijasowice, Czarnuchowice, Nowy Bieruń i Ściernie).
Od 27 maja 1975 do 1 kwietnia 1991 część Tychów. Od 2 kwietnia 1991 część usamodzielnionego Bierunia.

## Zabytki
Bieruń Stary zachował układ przestrzenny z okresu lokacji miasta: czworoboczny rynek z ulicami, wybiegającymi z narożników. W dzielnicy znajdują się kościół św. Bartłomieja Apostoła z 1776, rozbudowany w latach 1845–1858 (ulica Hejnałowa); sanktuarium św. Walentego, drewniane z 1628; na cmentarzu mogiły powstańców śląskich, żołnierzy września, więźniów obozu Auschwitz (ulica Krakowska); pomnik powstańców śląskich (na Rynku); kirkut z macewami z przełomu wieków XVIII i XIX wieku; grodzisko (kopiec) średniowieczne niedaleko brzegu rzeki Mlecznej.